# Waterford
Waterford (irsky Port Láirge), nacházející se na jihovýchodě Irska v bývalé provincii Munster, je se svými 46 747 obyvateli pátým největším městem v Irské republice. Aglomerace města dosahuje 50 212 obyvatel. Waterford je taktéž hlavním městem stejnojmenného hrabství.

## Etymologie
Název města je odvozen ze staroseverského Veðrafjǫrðr či Vedrafjord, což česky znamená „beraní fjord“ nebo „větrný fjord“. Irský název Port Láirge znamená „Láragův přístav“.

## Geografie
Město, které má rozlohu 41,58 km² a leží v nadmořské výšce 20 m n. m., se nachází nad ústím řek Suir, Nore a Barrow. Waterford leží na hranicích s hrabstvími Kilkenny a Wexford Podle Köppenovy klasifikace podnebí panuje ve Waterfordu mírné oceánické podnebí – klasifikace Cfb.

## Historie
Počátky města se kladou do 9. století, kdy Vikingové využili strategického místa v ústí řeky. Samotné město pak bylo založeno roku 914.
Historicky cennými budovami jsou Katedrála Nejsvětější Trojice a Reginaldova věž. Město je také proslulé tzv. Waterfordským sklem.

## Doprava
9 kilometrů jižně od města se nachází letiště Waterford. Město je také významnou železniční a silniční křižovatkou. Kolem města procházejí silnice N24 a N25 a dálnice M9. Silniční obchvat města tvoří zmíněná silnice N25.
Město používá spolu s celým hrabstvím SPZ W, do roku 2013 byla tato značka vyhrazena pouze pro město Waterford, zbytek hrabství používal značku WD.

## Sport
Ve městě působí od roku 1930 fotbalový klub Waterford United FC.

## Partnerská města
- St. John's, Kanada
- Rochester, Spojené státy americké
- Saint-Herblain, Francie